# Костештій-дін-Вале (комуна)
Костештій-дін-Вале (рум. Costeștii din Vale) — комуна у повіті Димбовіца в Румунії. До складу комуни входять такі села (дані про населення за 2002 рік):
- Костештій-дін-Вале (2109 осіб) — адміністративний центр комуни
- Мерунцишу (812 осіб)
- Томшань (533 особи)

Комуна розташована на відстані 53 км на північний захід від Бухареста, 30 км на південь від Тирговіште, 138 км на схід від Крайови, 112 км на південь від Брашова.

## Населення
За даними перепису населення 2002 року у комуні проживали 3454 особи.
Національний склад населення комуни:
| Національність | Кількість осіб | Відсоток |
| -------------- | -------------- | -------- |
| румуни         | 3151           | 91,2%    |
| цигани         | 301            | 8,7%     |
| угорці         | 1              | < 0,1%   |

Рідною мовою назвали:
| Мова      | Кількість осіб | Відсоток |
| --------- | -------------- | -------- |
| румунська | 3303           | 95,6%    |
| циганська | 149            | 4,3%     |
| угорська  | 1              | < 0,1%   |

Склад населення комуни за віросповіданням:
| Релігія       | Кількість осіб | Відсоток |
| ------------- | -------------- | -------- |
| православні   | 3366           | 97,5%    |
| п'ятдесятники | 58             | 1,7%     |
| адвентисти    | 18             | 0,5%     |
| бретрени      | 7              | 0,2%     |
| римо-католики | 3              | 0,1%     |
| реформати     | 1              | < 0,1%   |
| атеїсти       | 1              | < 0,1%   |